# 潭下河
潭下河，位于中华人民共和国广东省五华县境内，是五华河右岸支流，发源于长布镇分水凹，蜿蜒东北流经长布镇大田（原大田镇）、福兴村、潭下镇汶水村、南华村、潭下镇治、百安村、光华村、华城镇南方村、黄金村、黄埔村、高华村等村镇，最后于水心坝汇入五华河。河长59千米，流域面积386平方千米。